# Róbert Petrovický
Róbert Petrovický (ur. 26 października 1973 w Koszycach) – słowacki hokeista, reprezentant Słowacji, trzykrotny olimpijczyk, trener.
Jego brat Ronald (ur. 1977) także był hokeistą.

## Kariera zawodnicza
- HC Dukla Trenczyn (1990–1992, 1993)
- Hartford Whalers (1992–1994)
- Springfield Indians (1992–1994)
- Springfield Falcons (1994–1995)
- Dallas Stars (1995)
- Detroit Vipers (1995)
- Springfield Falcons (1995)
- Michigan K-Wings (1995–1996)
- St. Louis Blues (1996–1997)
- Worcester IceCats (1996–1998)
- Tampa Bay Lightning (1998–2000)
- Grand Rapids Griffins (1998–2000)
- New York Islanders (2000–2001)
- Chicago Wolves (2000–2001)
- MODO (2001)
- HC Ambrì-Piotta (2001–2003)
- SCL Tigers (2003–2004)
- ZSC Lions (2004–2007)
- HC Vítkovice (2007–2009)
- Leksand (2007–2009)
- HC Dukla Trenczyn (2009)
- Dinamo Ryga (2009–2011)
- KalPa (2010)
- HC Kometa Brno (2011–2013)
- HC Dukla Trenczyn (2013)
- Slavia Praga (2013–2014)
- HC Dukla Trenczyn (2014–2016)

Wychowanek klubu HC Dukla Trenczyn. Na początku kariery w barwach tego klubu jego partnerami w ataku byli Žigmund Pálffy i Branislav Jánoš w rozgrywkach mistrzostw Czechosłowacji. W drafcie NHL z 1992 został wybrany przez Hartford Whalers z wysokim numerem 9, po czym wyjechał do USA. Od tego czasu grał w klubach ligi NHL i zespołach farmerskich w AHL i IHL. W 2001 powrócił do Europy i przez kolejne lata grał w rozgrywkach szwedzkich Elitserien i Allsvenskan (hokej na lodzie), fińskiej SM-liiga, szwajcarskiej NLA, rosyjskiej KHL oraz czeskiej ekstraligi i słowackiej ekstraligi.
Od września 2013 związany tymczasowym kontraktem z macierzystą Duklą Trenczyn (wraz z nim Richard Lintner, Ján Lašák i Rastislav Pavlikovský). Od 22 listopada 2013 do końca roku 2013 zawodnik Slavii Praga. Od maja 2014 ponownie zawodnik Dukli. Po sezonie 2015/2016 ogłosił zakończenie kariery zawodniczej.
Uczestniczył w turniejach mistrzostw świata w 1995 (Grupa B), 1996, 2001, 2002, 2008 (Elita, na turnieju 2008 był kapitanem kadry) oraz na Zimowych Igrzyskach Olimpijskich 1994, 1998, 2002 (na igrzyskach 2002 był chorążym ekipy narodowej).

## Kariera trenerska
W sezonie 2016/2017 był asystentem trenera Dukli Trenczyn, a w połowie 2017 został asystentem w Slovanie Bratysława. Został asystentem głównego trenera seniorskiej kadry Słowacji podczas turnieju mistrzostw świata edycji 2018.

## Sukcesy
Reprezentacyjne
- Złoty medal mistrzostw Europy juniorów do lat 18: 1991 z Czechosłowacją
- Awans do MŚ Grupy A: 1995 ze Słowacją
- Złoty medal mistrzostw świata: 2002 ze Słowacją

Klubowe
- Brązowy medal mistrzostw Czechosłowacji: 1991 z Duklą Trenczyn
- Złoty medal mistrzostw Czechosłowacji: 1992 z Duklą Trenczyn
- Mistrzostwo dywizji AHL: 1997 z Worcester IceCats
- Mistrzostwo dywizji IHL: 2000 z Grand Rapids Griffins
- Mistrzostwo konferencji IHL: 2000 z Grand Rapids Griffins
- Puchar Tatrzański: 2009 z HC Vítkovice
- Srebrny medal mistrzostw Czech: 2012 z Kometą Brno

Indywidualne
- Liga czechosłowacka 1991/1992:
  - Najbardziej Wartościowy Zawodnik (MVP) w fazie play-off
  - Hokeista sezonu czechosłowackiej ligi
- Sezon AHL 1992/1993
  - AHL All-Star Classic
- Mistrzostwa świata grupy B w 1995:
  - Skład gwiazd turnieju

## Odznaczenia
- Krzyż Prezydenta Republiki Słowackiej I Stopnia – 2002[10]